# Lavarellahütte
Die Lavarellahütte (ladinisch Üćia Lavarella, italienisch Rifugio Lavarella, alle Namen erscheinen auch mit der Alternativschreibung Lavarela) ist eine private Schutzhütte in der Fanesgruppe in den Dolomiten.

## Lage und Umgebung
Die Lavarellahütte befindet sich auf 2042 m Höhe auf der Fanes-Hochfläche im Naturpark Fanes-Sennes-Prags. Sie liegt im Gemeindegebiet von Enneberg in Südtirol, Italien.
Zusammen mit der benachbarten Faneshütte dient die Lavarellahütte als zentraler Stützpunkt für Wanderungen in den die Hochfläche umgebenden Bergen. Zu den von hier erreichbaren Gipfeln zählen Neuner, Zehner, Heiligkreuzkofel, Col Bechei, Piz Cunturines sowie der Namensgeber der Hütte, der Piz Lavarela. Über mehrere Wege erreicht man die westlich im Gadertal gelegenen Gemeinden Abtei und Wengen. Gegen Nordosten gelangt man bei der Schutzhütte Pederü ins Rautal, das in nordwestliche Richtung nach St. Vigil führt.

## Geschichte
Vor dem Ersten Weltkrieg befand sich an der Stelle des heutigen Schutzhauses eine Almhütte im Besitz der Familie Frenner. 1919 wurde diese mit aus Kriegsbauten entnommenen Materialien zu einer Unterkunft für Bergsteiger und Wanderer erweitert. Nach einem weiteren Ausbau brannte sie 1939 ab. Während des Zweiten Weltkriegs errichteten die Familie Frenner eine neue Hütte, die 1997 modernisiert wurde.
Gleich neben der Lavarellahütte wurde 2003 die dem Heiligen Josef Freinademetz geweihte Picia Capela de Fanes fertiggestellt.
2013 wurde die Hütte saniert, bevor 2019 der Junior-Hüttenwirt seine eigene Mikrobrauerei eröffnete, welche die höchstgelegene Brauerei Europas ist. Sein aus Bergwasser gebrautes Bier trägt den Namen Ga.Beer.

## Nachbarhütten
- Faneshütte (5 min)
- Friedensbiwak (unbewirtschaftet)

## Zustieg
- Bei Pederü (1548 m, Parkplatz)

## Karten
- Tabacco Blatt 03 Cortina d’Ampezzo e Dolomiti Ampezzane, 1:25.000, ISBN 978-88-8315-003-6.[5]